# 崔光 (1914年)
崔光（1914年12月17日—1990年1月6日），男，山西永济人，中华人民共和国政治人物，曾任中国人民银行副行长，国家物价总局副局长。